# Дегай Павло Іванович
Дегай Павло Іванович (1792, Херсонська губ. — 28 грудня 1849, Петербург) — російський державний діяч, вчений-правознавець, доктор права, таємний радник (з 31.12.1834), статс-секретар (1834), сенатор (з 1842).

## Життєпис
Син Івана Дегая, дворецького і берейтора в будинку Й. І. Хорвата. Мати його, коли залишилася вдовою, стала третьою дружиною Хорвата і отримала весь його спадок.

У 1814 році закінчив юридичний факультет Харківського університету; незабаром отримав ступінь доктора права.

Служив в Канцелярії статс-секретаря П. С. Молчанова, з 1815 — в Департаменті Міністерства юстиції, з 1820 — чиновник для особливих доручень при московському генерал-губернаторові, потім в московському губернському правлінні. З 1821 року камер-юнкер. З 1822 року — голова 2-го департаменту Московської палати цивільного суду, в 1826 році призначений ще й головою комісії для розбору справ за доносами про зловживання по винних відкупах. З 1828 року — обер-прокурор 7-го департаменту Сенату. З жовтня 1831 став директором департаменту Міністерства юстиції. Брав участь в розробці проектів статутів про векселі та позикові листи, неспроможності і ін. З 1839 року було прикомандирований до Другого відділення Власної Його Імператорської Величності канцелярії, займався підготовкою проекту Уложення про покарання кримінальні та виправні. У 1841 році був визначений членом центрального комітету для розгляду складених губернськими комітетами правил спеціального межування, а в кінці 1842 року став сенатором в межевому департаменті Сенату. Одночасно викладав в Училищі правознавства. В кінці життя (1848-49) входив до складу т. зв. Бутурлінського комітету, який здійснював цензуру в російській пресі.